# Goran Rubil
Goran Rubil (født 9. marts 1981) er en tidligere kroatisk fodboldspiller.